# 共通乗車制度

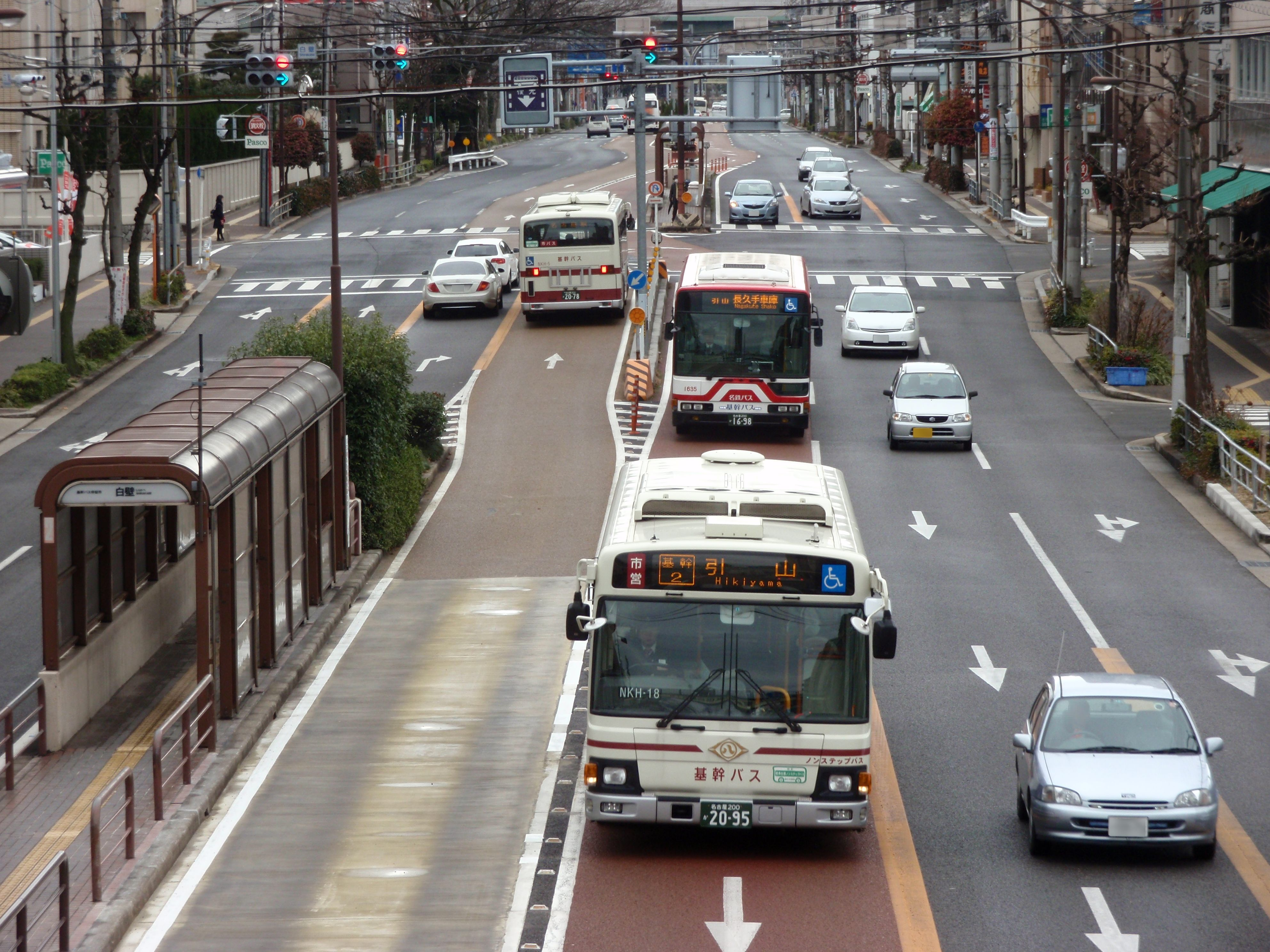
運行事業者毎に乗車券が異なる不便を解消した基幹バス (名古屋市)の例

共通乗車制度（きょうつうじょうしゃせいど）、共通乗車とは、鉄道・乗合バスなどで一定の範囲内において乗車券類を複数の事業者で共通運用する制度である。

## 概要

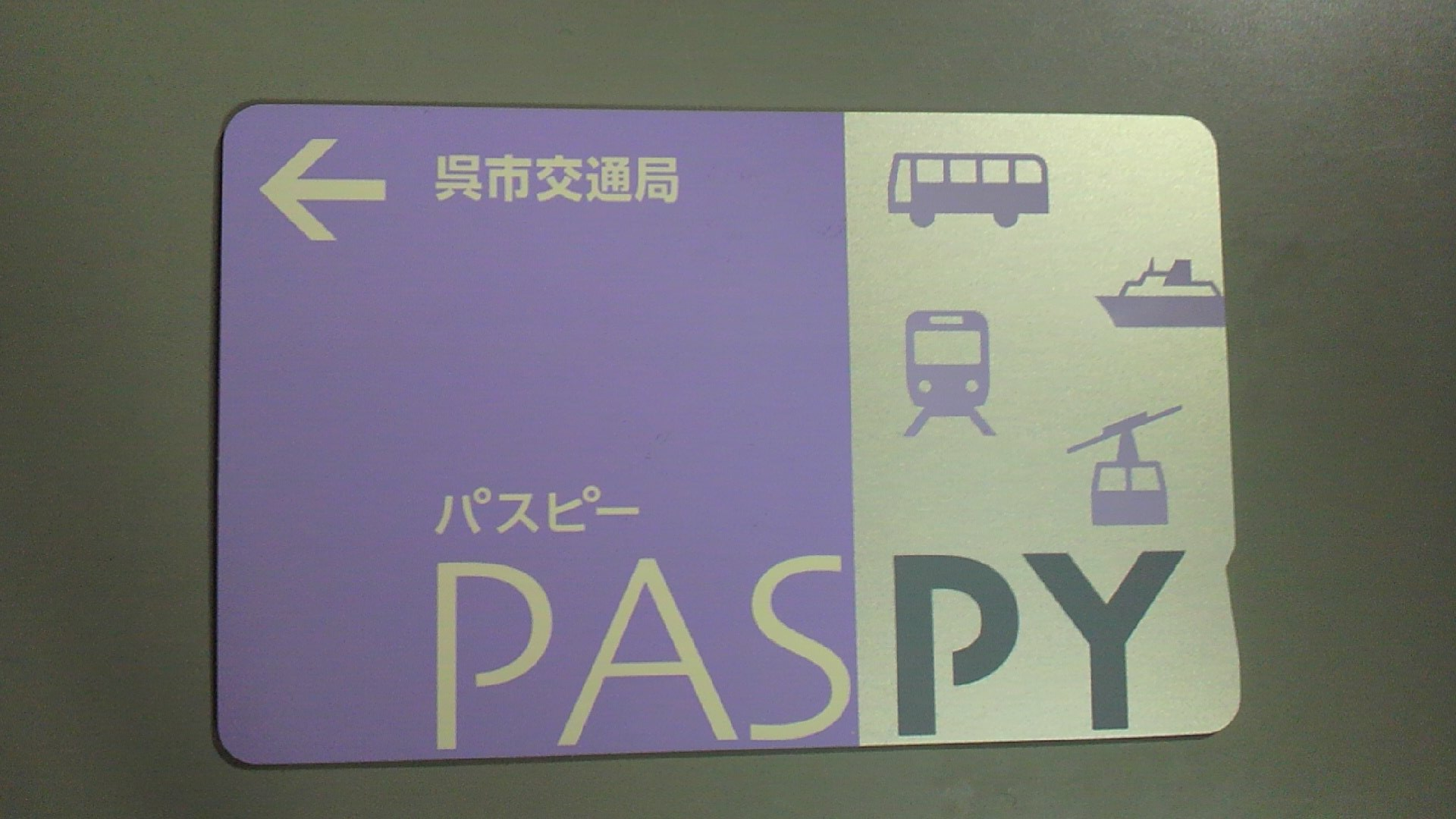
日本では面的な共通化が加速（PASPY）

鉄道・バスなどの事業者が複数並存し、原則として事業者毎に運賃体系が独立している国・地域において、特定の区域内、並行・同一区間、共同運行（バス）などにおいて、2つ以上の事業者が乗車券を共通化するものである。各事業者発行の乗車券を共通化する事例と共同で乗車券を制作する事例がある。
これにより、旅客が利用したい事業者ごとに乗車券を購入したり、事業者が異なることで手持ちの乗車券が利用できない問題を解決し、利便性を向上させるものである。事業者にとっては乗車券に係る取り扱いが能率化される他公共交通機関全体の利便向上につながり、多様な移動需要の受け皿となれる。バスの共同運行について共通乗車は原則であり、逆に共同運行していなくても共通乗車にすることはできる。共通乗車に参加している事業者は、概ね運賃プール制を採用し、後々輸送実績などにより事業者に分配される。
なお、ヨーロッパなどでは、主要都市圏において交通連合による運賃体系そのものの共通化が行われている（共通運賃制度）。

### 日本
大小多数の公共交通事業者が犇めき合っている日本では、原則として運賃制度と乗車券は事業者ごとに別々であるものの、指定された事業者の路線又は便しか使えないことは極めて不便であるため、高速バス、空港連絡バス、近距離の一般路線バスなど各地で事例がある。ただし、1990年代以降大都市圏などではPASMO（関東）、PiTaPa（近畿他）など共通カードに取って代わられつつあり、路線・区間ごとの共通化から面的な共通化に移行しつつある。
カードや特別企画乗車券を除くと鉄道においては1970年代以降縮小傾向にあるが、旧国鉄の大部分を分割継承したJR各社では、各社の鉄道線乗車券は原則共通で、一種の共通乗車となっている。古くは並行する鉄道各事業者線のどちらにも乗れる共通乗車券や、旅客が任意に区間を選べる選択乗車制が存在した。
また、タクシーの共通乗車券が存在する。

### 香港
香港では、香港MTR、路線バス、香港トラム、軽鉄、フェリーなどで共通乗車できる前払い式のストアードフェアカードオクトパスが普及しており、観光客にも利用されている。

### 台湾
台湾では、台北捷運や高雄捷運といった捷運各線、台北市市区公車などの市内バス、高速バス、台湾鉄路管理局、フェリーまで共通乗車できる前払い式のストアードフェアカード悠遊卡や一卡通が普及している。

## 精算方法
共同運行便と違い現金に関してはそのまま収受した会社の利益になり、事業者発行の乗車券類に関してはそれぞれ取りまとめたうえでそれぞれ乗車券を発券した事業者に請求する方式が採られている。共通乗車券の場合は発券業務を取りまとめる幹事会社より利用状況に応じて分配される。

## 乗り場に関して
共同運行の場合はそれぞれの事業者が設定した乗り場に乗り入れる例が多いが、共通乗車の場合は乗り場の指定がそれぞれの地域で違いがあり、高速バスに関しては自治体等が設置したバスターミナルに乗り入れる場合においてもバスレーン等の乗り場が違う場合がある。またバスターミナルを設置していても片方の運行会社は乗り入れずターミナル近隣の路上やJR駅等に乗車場所を設定する例もある。その場合においても乗車券は共有できるよう利便が図られており、近年においては乗客の利便向上の為それぞれバスターミナル乗り入れを開放している例がある。